# بارزيو
بارزيو (باللومباردية: Bàrs) هي بلدية في مقاطعة ليكو في منطقة لومبارديا الإيطالية ، وتقع في فالساسينا على بعد حوالي 60 كيلومتر (37 ميل) شمال شرق ميلانو وعلى بعد حوالي 12 كيلومتر (7 ميل) شمال شرق ليكو.

## المدن التوأم
- ماجلاند، فرنسا.